# Andreas Drouve

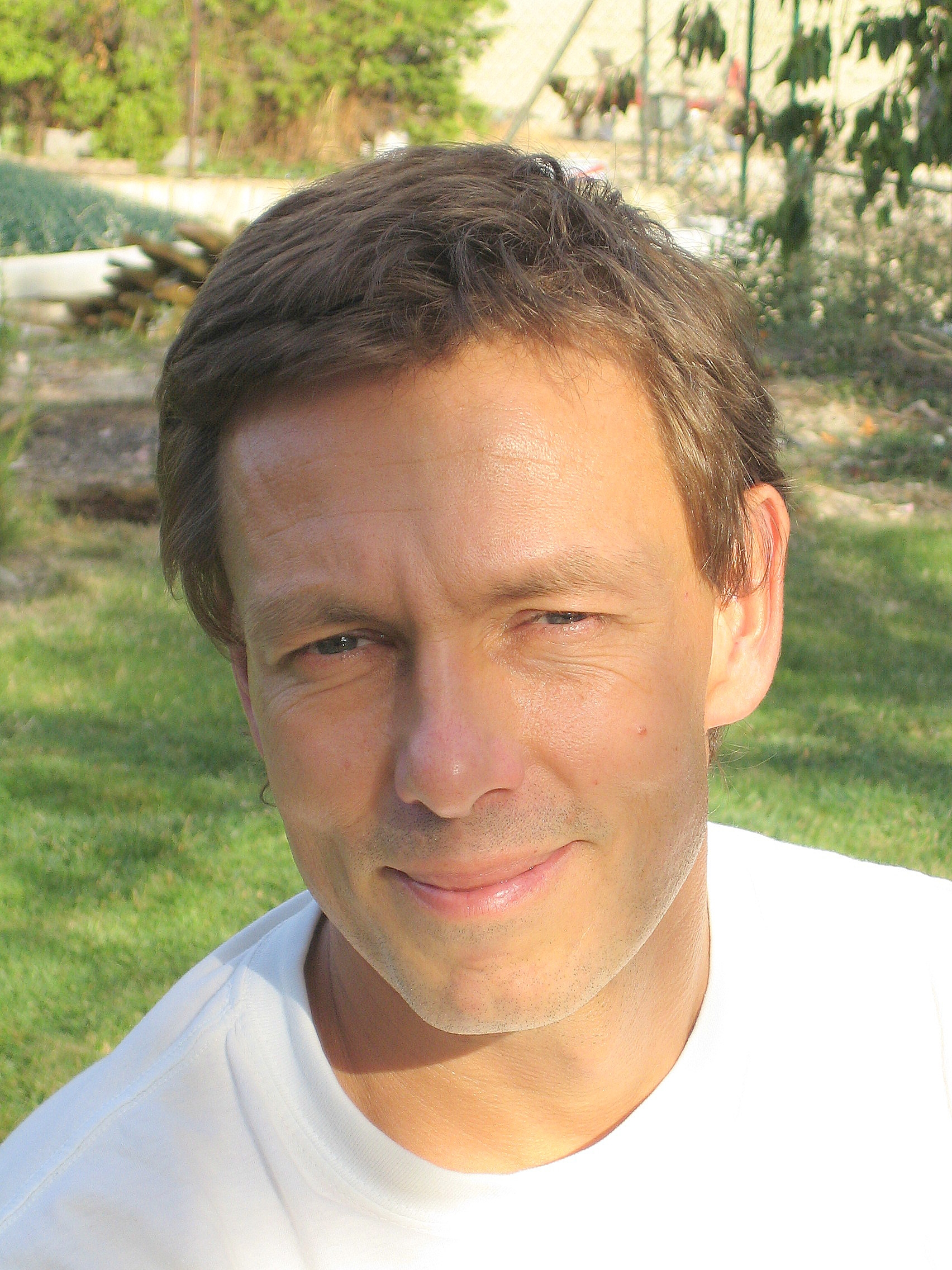
Andreas Drouve

Andreas Drouve (* 1964 in Düren) ist ein deutscher Journalist und Schriftsteller.

## Leben und Wirken
Andreas Drouve schrieb nach dem Schulbesuch 1983 erste Beiträge für die Aachener Nachrichten. 1991 verfasste er sein erstes Buch Reiseland Chile. Er studierte in Bonn, Granada, Pamplona und Marburg Germanistik, Völkerkunde und Hispanistik. 1990 schloss er die Hochschule mit dem Titel Magister Artium und einer völkerkundlichen Arbeit über Madagaskar ab. Den Titel Dr. phil. bekam er durch die Dissertation Erich Kästner – Moralist mit doppeltem Boden. Es folgte bei der Hessischen/Niedersächsischen Allgemeinen Zeitung die Ausbildung zum Zeitungsredakteur.
Drouve hat über einhundert Reise- und Kulturbücher geschrieben. Außerdem hält er Vorträge, beispielsweise auch auf dem „Traumschiff“. Über Bücher hinaus verfasst er Satiren, Reportagen, Kolumnen, Berichte und Kritiken. Ebenso gerne zeichnet er Mythen und Legenden, spürt Volksbräuchen und ungewöhnlichen Festen nach. 2016 erschien seine schräge, unpolitische Deutschland- und Journalisten-Satire „Den letzten beißt der Grottenolm – Aus dem Alltag eines furchtlosen Lokaljournalisten“. Seit Mitte der 1990er Jahre lebt Drouve als freiberuflicher Journalist und Schriftsteller in Pamplona in Spanien.

## Werke (Auswahl)
- Reiseland Chile. 1991, ISBN 3-89535-029-X.
- Selbstversuch Spanien – Was mir in 52 Wochen alles vor die Hörner geriet. 2012, ISBN 978-3-934918-78-8.
- Reise durch Venezuela. 2010, ISBN 978-3-8003-4077-4.
- Marco Polo Reiseführer Spanien. 2015, ISBN 3-8297-2613-9.